# Liste der Bodendenkmäler in Ehingen am Ries
Auf dieser Seite sind die Bodendenkmäler in der schwäbischen Gemeinde Ehingen am Ries zusammengestellt. Diese Tabelle ist eine Teilliste der Liste der Bodendenkmäler in Bayern. Grundlage ist die Bayerische Denkmalliste, die auf Basis des Bayerischen Denkmalschutzgesetzes vom 1. Oktober 1973 erstmals erstellt wurde und seither durch das Bayerische Landesamt für Denkmalpflege geführt wird. Die folgenden Angaben ersetzen nicht die rechtsverbindliche Auskunft der Denkmalschutzbehörde.

## Bodendenkmäler in Ehingen am Ries
| Lage       | Objekt                                                                                      | Akten-Nr.     | Bild |
| ---------- | ------------------------------------------------------------------------------------------- | ------------- | ---- |
| (Standort) | Grabhügel der Hallstattzeit.                                                                | D-7-7029-0037 |      |
| (Standort) | Körpergräber des frühen Mittelalters.                                                       | D-7-7029-0038 |      |
| (Standort) | Siedlung des Neolithikums, der Latènezeit und des frühen Mittelalters.                      | D-7-7029-0040 |      |
| (Standort) | Straße der römischen Kaiserzeit.                                                            | D-7-7029-0043 |      |
| (Standort) | Straße der römischen Kaiserzeit.                                                            | D-7-7029-0044 |      |
| (Standort) | Villa rustica der römischen Kaiserzeit.                                                     | D-7-7029-0045 |      |
| (Standort) | Siedlung der Urnenfelderzeit, der Hallstattzeit und der römischen Kaiserzeit.               | D-7-7029-0047 |      |
| (Standort) | Grabhügel vorgeschichtlicher Zeitstellung.                                                  | D-7-7029-0049 |      |
| (Standort) | Siedlung des Neolithikums.                                                                  | D-7-7029-0187 |      |
| (Standort) | Siedlung der römischen Kaiserzeit.                                                          | D-7-7029-0208 |      |
| (Standort) | Siedlung des Neolithikums.                                                                  | D-7-7029-0211 |      |
| (Standort) | Siedlung des Neolithikums.                                                                  | D-7-7029-0213 |      |
| (Standort) | Siedlung der Linear- und Stichbandkeramik.                                                  | D-7-7029-0214 |      |
| (Standort) | Siedlung der Vorgeschichte und der römischen Kaiserzeit.                                    | D-7-7029-0216 |      |
| (Standort) | Siedlung des Neolithikums und der römischen Kaiserzeit.                                     | D-7-7029-0217 |      |
| (Standort) | Siedlung vorgeschichtlicher Zeitstellung.                                                   | D-7-7029-0218 |      |
| (Standort) | Siedlung der Bronze-, Urnenfelder- und Hallstattzeit.                                       | D-7-7029-0219 |      |
| (Standort) | Siedlung vorgeschichtlicher und römischer Zeitstellung.                                     | D-7-7029-0221 |      |
| (Standort) | Siedlung des Neolithikums.                                                                  | D-7-7029-0225 |      |
| (Standort) | Siedlung der Bronzezeit.                                                                    | D-7-7029-0227 |      |
| (Standort) | Siedlung des Neolithikums, der Latènezeit und der römischen Kaiserzeit.                     | D-7-7029-0228 |      |
| (Standort) | Freilandstation des Mesolithikums, Siedlung der Urnenfelderzeit und der Latènezeit.         | D-7-7029-0231 |      |
| (Standort) | Siedlung und Brandgräber vorgeschichtlicher Zeitstellung.                                   | D-7-7029-0237 |      |
| (Standort) | Siedlung der Linearbandkeramik.                                                             | D-7-7029-0285 |      |
| (Standort) | Siedlung des Neolithikums, der vorgeschichtlichen Metallzeiten und der römischen Kaiserzeit | D-7-7029-0286 |      |
| (Standort) | Siedlung vorgeschichtlicher Zeitstellung.                                                   | D-7-7029-0287 |      |
| (Standort) | Siedlung vorgeschichtlicher Zeitstellung.                                                   | D-7-7029-0401 |      |
| (Standort) | Burgstall des Mittelalters.                                                                 | D-7-7029-0444 |      |
| (Standort) | Mittelalterliche und frühneuzeitliche Befunde im Bereich der Kath. Pfarrkirche St. Michael  | D-7-7029-0445 |      |
| (Standort) | Mittelalterliche und frühneuzeitliche Befunde                                               | D-7-7029-0446 |      |
| (Standort) | Siedlung vorgeschichtlicher Zeitstellung.                                                   | D-7-7029-0450 |      |
| (Standort) | Siedlung vorgeschichtlicher Zeitstellung.                                                   | D-7-7029-0451 |      |
| (Standort) | Siedlung vorgeschichtlicher Zeitstellung.                                                   | D-7-7029-0452 |      |
| (Standort) | Siedlung vorgeschichtlicher Zeitstellung.                                                   | D-7-7029-0453 |      |
| (Standort) | Siedlung des Neolithikums und der Latènezeit.                                               | D-7-7029-0454 |      |
| (Standort) | Siedlung des Neolithikums.                                                                  | D-7-7029-0455 |      |
| (Standort) | Siedlung des frühen Mittelalters.                                                           | D-7-7029-0456 |      |
| (Standort) | Siedlung vorgeschichtlicher Zeitstellung.                                                   | D-7-7029-0457 |      |
| (Standort) | Siedlung des Jungneolithikums.                                                              | D-7-7029-0458 |      |
| (Standort) | Siedlung vorgeschichtlicher Zeitstellung.                                                   | D-7-7029-0459 |      |
| (Standort) | Straße der römischen Kaiserzeit.                                                            | D-7-7029-0460 |      |
| (Standort) | Mittelalterliche und frühneuzeitliche Befunde im Bereich der Simultankirche St. Stephan     | D-7-7029-0461 |      |